# Petr Korda
Petr Korda (* 23. Januar 1968 in Prag) ist ein ehemaliger tschechischer Tennisspieler.

## Karriere
Korda sorgte erstmals für größeres Aufsehen, als er 1992 das Finale der French Open erreichte, welches er aber glatt gegen den Amerikaner Jim Courier verlor. 1993 gewann er den hoch dotierten Grand Slam Cup in München im Finale gegen Michael Stich nach einem hart umkämpften Match.
Sein größter Erfolg war 1998 der Finalsieg gegen den Chilenen Marcelo Ríos bei den Australian Open, der einzige Grand-Slam-Titel seiner Karriere. Nach diesem Sieg stieg Korda bis auf Platz 2 der ATP-Weltrangliste. Nach seinem Viertelfinalaus in Wimbledon im selben Jahr wurde er positiv auf Nandrolon getestet und für ein Jahr gesperrt.
Insgesamt gewann Korda in seiner Karriere 10 Einzeltitel und 10 Titel als Doppelspieler. In seiner Laufbahn erspielte er sich ein Preisgeld von 10.448.450 US-Dollar.

## Leben
Korda ist mit Regina Rajchrtová verheiratet, einer ehemaligen Tennisspielerin. Die älteste Tochter Jessica (* 27. Februar 1993) ist eine Profi-Golferin auf der LPGA Tour. Als Amateurin belegte sie, begleitet von ihrem Vater als Caddie, 2008 den 19. Platz bei den U.S. Women’s Open. Im Februar 2012 gewann sie mit den Women’s Australian Open ihr erstes Turnier. Auch seine jüngere Tochter Nelly (* 1998) wurde 2016 Golfprofi. Sein Sohn Sebastian Korda (* 2000) spielt Tennis und gewann 2018 den Juniorenwettbewerb der Australian Open. Alle seine Kinder treten unter der US-amerikanischen Flagge an, dem Wohnort der Familie.

## Erfolge
| Legende                           |
| Grand Slam (2)                    |
| Tennis Masters Cup                |
| ATP Masters Series (3)            |
| ATP International Series Gold (1) |
| ATP International Series (14)     |
| ATP Challenger Series (3)         |

| ATP-Titel nach Belag |
| Hartplatz (9)        |
| Sand (5)             |
| Rasen (1)            |
| Teppich (5)          |

### Einzel

#### Turniersiege

##### ATP Tour
| Nr. | Datum             | Turnier         | Belag       | Finalgegner       | Ergebnis                 |
| --- | ----------------- | --------------- | ----------- | ----------------- | ------------------------ |
| 1.  | 19. August 1991   | New Haven       | Hartplatz   | Goran Ivanišević  | 6:4, 6:2                 |
| 2.  | 13. Oktober 1991  | Berlin          | Teppich (i) | Arnaud Boetsch    | 6:3, 6:4                 |
| 3.  | 13. Juli 1992     | Washington      | Hartplatz   | Henrik Holm       | 6:4, 6:4                 |
| 4.  | 30. August 1992   | Long Island     | Hartplatz   | Ivan Lendl        | 6:2, 6:2                 |
| 5.  | 25. Oktober 1992  | Wien            | Hartplatz   | Gianluca Pozzi    | 6:3, 6:2, 5:7, 6:1       |
| 6.  | 12. Dezember 1993 | Grand Slam Cup  | Teppich (i) | Michael Stich     | 2:6, 6:4, 7:6, 2:6, 11:9 |
| 7.  | 7. Januar 1996    | Doha (1)        | Hartplatz   | Younes El Aynaoui | 7:65, 2:6, 7:65          |
| 8.  | 27. Oktober 1997  | Stuttgart       | Teppich (i) | Richard Krajicek  | 7:66, 6:2, 6:4           |
| 9.  | 12. Januar 1998   | Doha (2)        | Hartplatz   | Fabrice Santoro   | 6:0, 6:3                 |
| 10. | 19. Januar 1998   | Australian Open | Teppich (i) | Marcelo Ríos      | 6:2, 6:2, 6:2            |

##### Challenger Tour
| Nr. | Datum           | Turnier  | Belag | Finalgegner      | Ergebnis      |
| --- | --------------- | -------- | ----- | ---------------- | ------------- |
| 1.  | 31. August 1987 | Budapest | Sand  | Alexander Swerew | 5:7, 6:3, 6:2 |

#### Finalteilnahmen
| Nr. | Datum             | Turnier        | Belag       | Finalgegner        | Ergebnis                |
| --- | ----------------- | -------------- | ----------- | ------------------ | ----------------------- |
| 1.  | 29. Oktober 1989  | Frankfurt      | Teppich (i) | Kevin Curren       | 2:6, 5:7                |
| 2.  | 29. April 1991    | Tampa          | Sand        | Richey Reneberg    | 6:4, 4:6, 2:6           |
| 3.  | 15. Juli 1991     | Washington (1) | Hartplatz   | Andre Agassi       | 3:6, 4:6                |
| 4.  | 29. Juli 1991     | Montreal       | Hartplatz   | Andrei Tschesnokow | 6:3, 4:6, 3:6           |
| 5.  | 27. April 1992    | München (1)    | Sand        | Magnus Larsson     | 4:6, 6:4, 1:6           |
| 6.  | 8. Juni 1992      | French Open    | Sand        | Jim Courier        | 5:7, 2:6, 1:6           |
| 7.  | 4. Oktober 1992   | Basel          | Hartplatz   | Boris Becker       | 6:3, 3:6, 2:6, 4:6      |
| 8.  | 11. Oktober 1992  | Toulouse       | Teppich (i) | Guy Forget         | 3:6, 2:6                |
| 9.  | 22. August 1993   | New Haven      | Hartplatz   | Andrij Medwedjew   | 5:7, 4:6                |
| 10. | 4. Oktober 1993   | Sydney         | Hartplatz   | Jaime Yzaga        | 4:6, 6:4, 6:74, 6:77    |
| 11. | 13. Februar 1994  | Mailand        | Teppich     | Boris Becker       | 2:6, 6:3, 3:6           |
| 12. | 28. Februar 1994  | Indian Wells   | Hartplatz   | Pete Sampras       | 6:4, 3:6, 6:3, 3:6, 2:6 |
| 13. | 1. Mai 1994       | München (2)    | Sand        | Michael Stich      | 2:6, 6:2, 3:6           |
| 14. | 20. Oktober 1996  | Ostrava        | Teppich (i) | David Prinosil     | 1:6, 2:6                |
| 15. | 9. Juni 1997      | Halle          | Rasen       | Jewgeni Kafelnikow | 6:72, 7:65, 6:77        |
| 16. | 14. Juli 1997     | Washington (2) | Hartplatz   | Michael Chang      | 7:5, 2:6, 1:6           |
| 17. | 10. November 1997 | Moskau         | Teppich     | Jewgeni Kafelnikow | 6:72, 4:6               |

### Doppel

#### Turniersiege

##### ATP Tour
| Nr. | Datum           | Turnier         | Belag     | Doppelpartner     | Finalgegner                         | Ergebnis           |
| --- | --------------- | --------------- | --------- | ----------------- | ----------------------------------- | ------------------ |
| 1.  | 4. Juli 1988    | Gstaad          | Sand      | Milan Šrejber     | Andrés Gómez Emilio Sánchez Vicario | 7:6, 7:6           |
| 2.  | 8. August 1988  | Prag            | Sand      | Jaroslav Navrátil | Thomas Muster Horst Skoff           | 7:5, 7:6           |
| 3.  | 30. Juli 1989   | Stuttgart       | Sand      | Tomáš Šmíd        | Florin Segărceanu Cyril Suk         | 6:3, 6:4           |
| 4.  | 29. April 1990  | Monte Carlo (1) | Sand      | Tomáš Šmíd        | Andrés Gómez Javier Sánchez         | 6:4, 7:6           |
| 5.  | 18. August 1991 | New Haven       | Hartplatz | Wally Masur       | Jeff Brown Scott Melville           | kampflos           |
| 6.  | 7. Oktober 1991 | Berlin          | Teppich   | Karel Nováček     | Jan Siemerink Daniel Vacek          | 3:6, 7:5, 7:5      |
| 7.  | 19. April 1993  | Monte Carlo (2) | Sand      | Stefan Edberg     | Paul Haarhuis Mark Koevermans       | 3:6, 6:2, 7:6      |
| 8.  | 20. Juni 1993   | Halle           | Rasen     | Cyril Suk         | Mike Bauer Marc-Kevin Goellner      | 7:6, 5:7, 6:3      |
| 9.  | 16. August 1993 | Cincinnati      | Hartplatz | Andre Agassi      | Stefan Edberg Henrik Holm           | 6:4, 7:6           |
| 10. | 15. Januar 1996 | Australian Open | Hartplatz | Stefan Edberg     | Sébastien Lareau Alex O’Brien       | 7:5, 7:5, 4:6, 6:1 |

##### Challenger Tour
| Nr. | Datum            | Turnier | Belag   | Doppelpartner     | Finalgegner                     | Ergebnis      |
| --- | ---------------- | ------- | ------- | ----------------- | ------------------------------- | ------------- |
| 1.  | 24. Oktober 1988 | Bergen  | Teppich | Cyril Suk         | Andrew Castle Tobias Svantesson | 7:6, 7:6      |
| 2.  | 10. April 1989   | Graz    | Teppich | Jaroslav Navrátil | Stanislav Birner Richard Vogel  | 6:3, 6:7, 7:5 |

#### Finalteilnahmen
| Nr. | Datum              | Turnier      | Belag       | Doppelpartner    | Finalgegner                           | Ergebnis      |
| --- | ------------------ | ------------ | ----------- | ---------------- | ------------------------------------- | ------------- |
| 1.  | 4. Oktober 1987    | Palermo      | Sand        | Tomáš Šmíd       | Leonardo Lavalle Claudio Panatta      | 6:3, 4:6, 4:6 |
| 2.  | 10. Juli 1989      | Gstaad (1)   | Sand        | Milan Šrejber    | Cássio Motta Todd Witsken             | 4:6, 3:6      |
| 3.  | 6. August 1989     | Kitzbühel    | Sand        | Tomáš Šmíd       | Javier Sánchez Emilio Sánchez Vicario | 5:7, 6:7      |
| 4.  | 13. August 1989    | Prag         | Sand        | Tomáš Šmíd       | Jordi Arrese Horst Skoff              | 4:6, 4:6      |
| 5.  | 6. Mai 1990        | München (1)  | Sand        | Tomáš Šmíd       | Udo Riglewski Michael Stich           | 1:6, 4:6      |
| 6.  | 11. Juni 1990      | French Open  | Sand        | Goran Ivanišević | Sergio Casal Emilio Sánchez           | 5:7, 3:6      |
| 7.  | 20. August 1990    | New Haven    | Hartplatz   | Goran Ivanišević | Jeff Brown Scott Melville             | 5:7, 6:7      |
| 8.  | 29. September 1991 | Basel        | Teppich (i) | John McEnroe     | Jakob Hlasek Patrick McEnroe          | 6:3, 6:7, 6:7 |
| 9.  | 20. April 1992     | Monte Carlo  | Sand        | Karel Nováček    | Boris Becker Michael Stich            | 4:6, 4:6      |
| 10. | 12. Juli 1992      | Gstaad (2)   | Sand        | Cyril Suk        | Hendrik Jan Davids Libor Pimek        | kampflos      |
| 11. | 1. Mai 1994        | München (2)  | Sand        | Boris Becker     | Jewgeni Kafelnikow David Rikl         | 6:7, 5:7      |
| 12. | 13. Februar 1995   | Mailand      | Teppich     | Karel Nováček    | Boris Becker Guy Forget               | 2:6, 4:6      |
| 13. | 23. Juli 1995      | Washington   | Hartplatz   | Cyril Suk        | Olivier Delaître Jeff Tarango         | 6:1, 3:6, 2:6 |
| 14. | 18. August 1996    | Indianapolis | Hartplatz   | Cyril Suk        | Jim Grabb Richey Reneberg             | 6:7, 6:4, 4:6 |